# Mesnils-sur-Iton
Mesnils-sur-Iton ist eine französische Gemeinde mit 6.142 Einwohnern (Stand: 1. Januar 2022) im Département Eure in der Region Normandie. Sie gehört zum Arrondissement Bernay und ist Mitglied im Gemeindeverband Interco Normandie Sud Eure.
Sie entstand ursprünglich mit Wirkung zum 1. Januar 2016 als Commune nouvelle durch Zusammenlegung der früher selbstständigen Gemeinden Damville, Condé-sur-Iton, Gouville, Manthelon, Le Roncenay-Authenay und Le Sacq. Die ehemaligen Gemeinden haben in der neuen Gemeinde den Status einer Commune déléguée. Der Verwaltungssitz befindet sich in Damville.
Mit Wirkung zum 1. Januar 2019 wurde die bis dato selbstständigen Gemeinden Buis-sur-Damville, Grandvilliers und Roman in die neu geschaffene Commune nouvelle als weitere Communes déléguées integriert.
Die Gemeinde erhielt 2023 die Auszeichnung „Zwei Blumen“, die vom Conseil national des villes et villages fleuris (CNVVF) im Rahmen des jährlichen Wettbewerbs der blumengeschmückten Städte und Dörfer verliehen wird.

## Gemeindegliederung
| Ortsteil                              | ehemaliger INSEE-Code | Fläche (km²) | Einwohnerzahl (2020) |
| ------------------------------------- | --------------------- | ------------ | -------------------- |
| Damville (seit 2016; Verwaltungssitz) | 27198                 | 11,74        | 2090                 |
| Condé-sur-Iton (seit 2016)            | 27166                 | 19,58        | .0920                |
| Gouville (seit 2016)                  | 27293                 | 08,47        | .0591                |
| Manthelon (seit 2016)                 | 27387                 | 14,55        | .0330                |
| Le Roncenay-Authenay (seit 2016)      | 27024                 | 08,79        | .0332                |
| Le Sacq (seit 2016)                   | 27503                 | 04,48        | .0306                |
| Buis-sur-Damville (seit 2019)         | 27416                 | 24,56        | 1022                 |
| Grandvilliers (seit 2019)             | 27297                 | 17,66        | .0315                |
| Roman (seit 2019)                     | 27491                 | 15,20        | .0243                |

## Geografie
Mesnils-sur-Iton liegt etwa 18 Kilometer südsüdwestlich von Évreux und etwa 42 Kilometer ostsüdöstlich von Bernay am Iton.
Umgeben wird Mesnils-sur-Iton von den elf Nachbargemeinden:
| Nogent-le-Sec Marbois |                                             | Sylvains-lès-Moulins Chambois |
| Breteuil              | Kompassrose, die auf Nachbargemeinden zeigt | Chavigny-Bailleul Moisville   |
| Sainte-Marie-d’Attez  | L’Hosmes Droisy                             | Marcilly-la-Campagne          |

## Sehenswürdigkeiten

### Damville

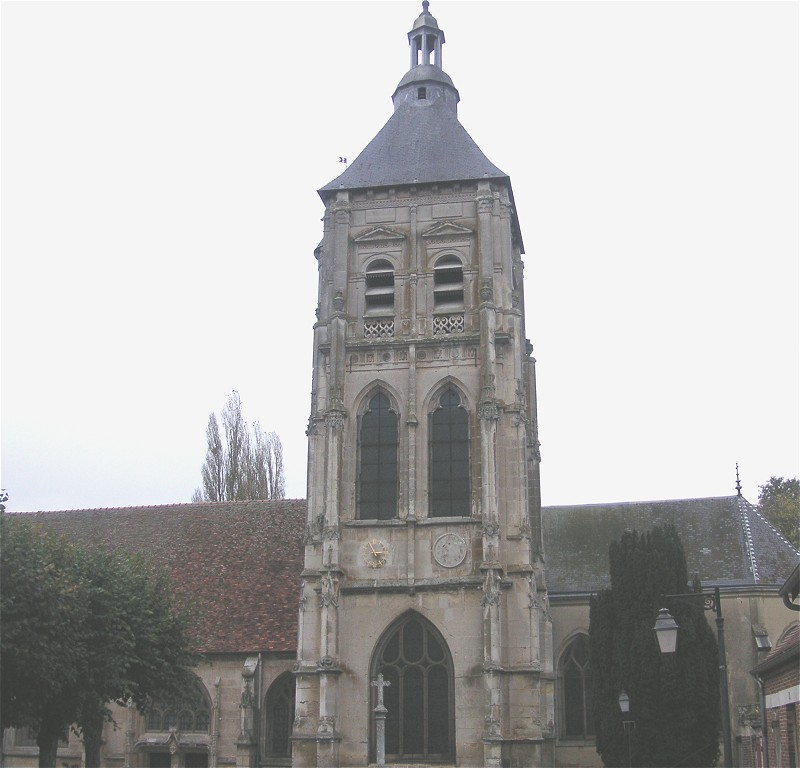
Kirche Saint-Evroult

Die Kirche Saint-Evroult stammt aus dem 15. Jahrhundert, ihr Kirchenschiff und Glockenturm wurden 1921 als Monument historique (historisches Denkmal) klassifiziert. In der Kirche befindet sich eine Glocke, die das Datum 1535 trägt und 1941 als Monument historique klassifiziert wurde.
Auf dem ehemaligen Gemeindegebiet gelten geschützte geographische Angaben (IGP) für Schweinefleisch (Porc de Normandie), Geflügel (Volailles de Normandie) und Cidre (Cidre de Normandie und Cidre normand).

### Condé-sur-Iton

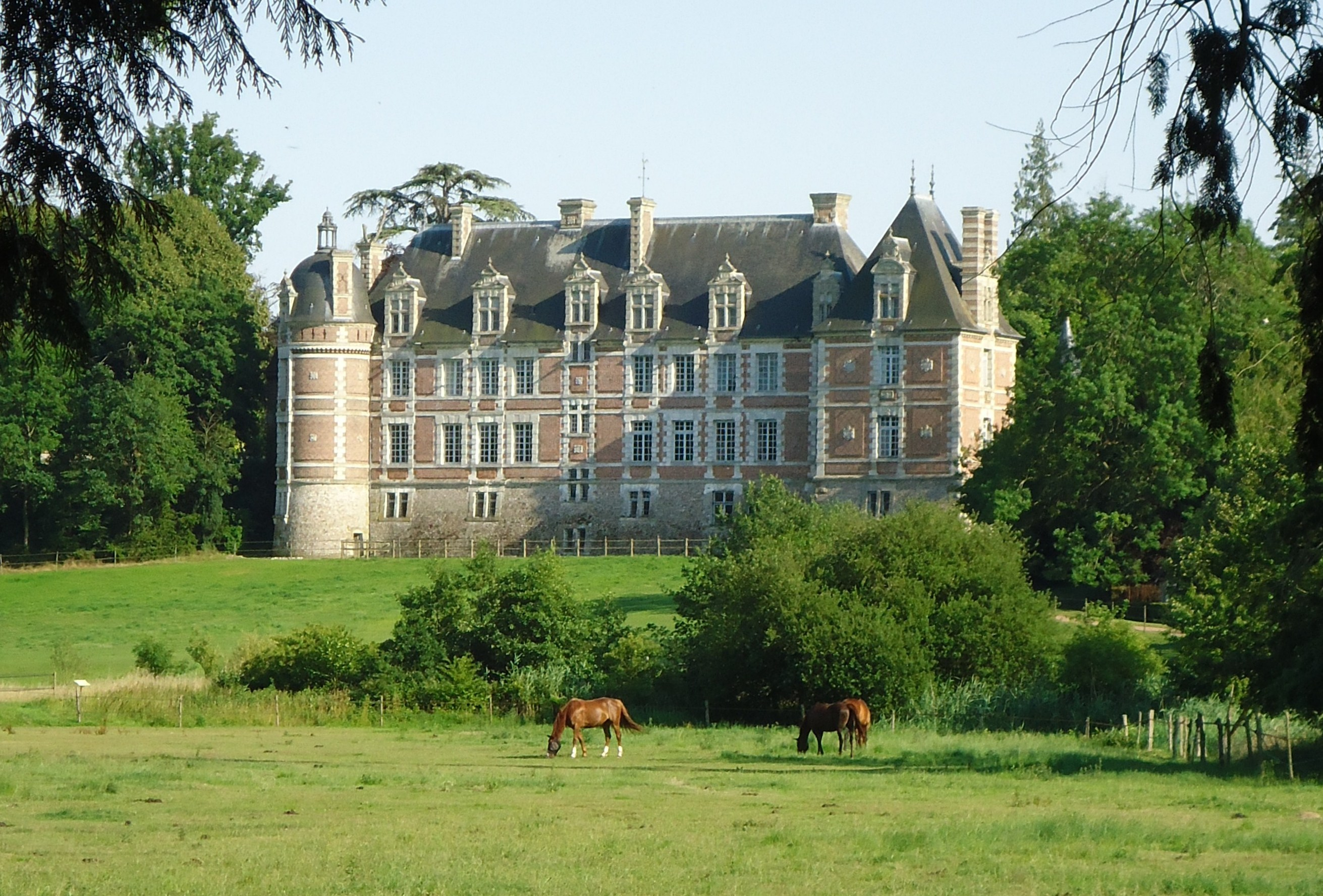
Schloss Chambray

- Kirche Condé-sur-Iton
- Schloss Condé-sur-Iton mit Park aus dem 16. Jahrhundert

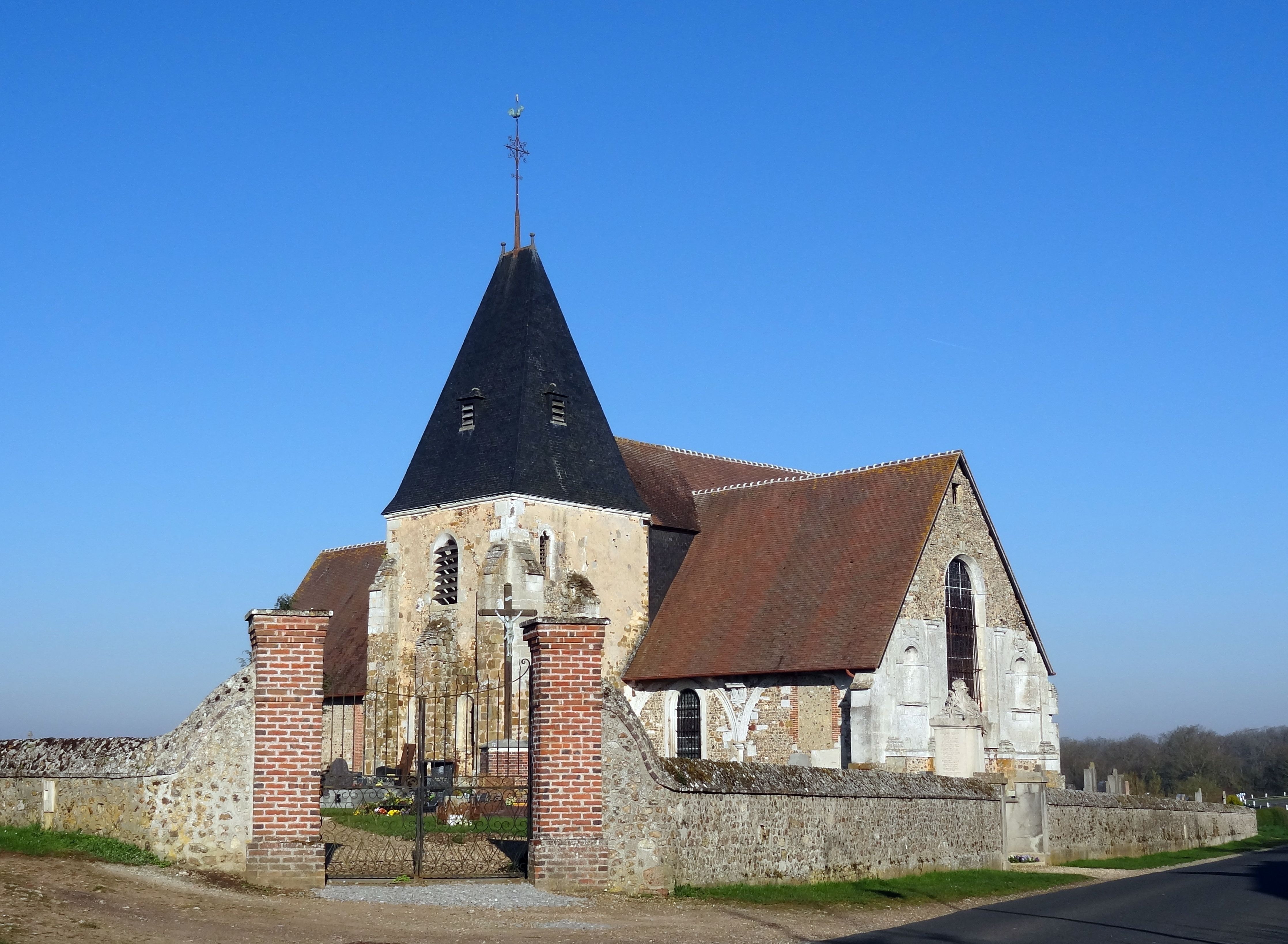
Kirche Saint-Martin
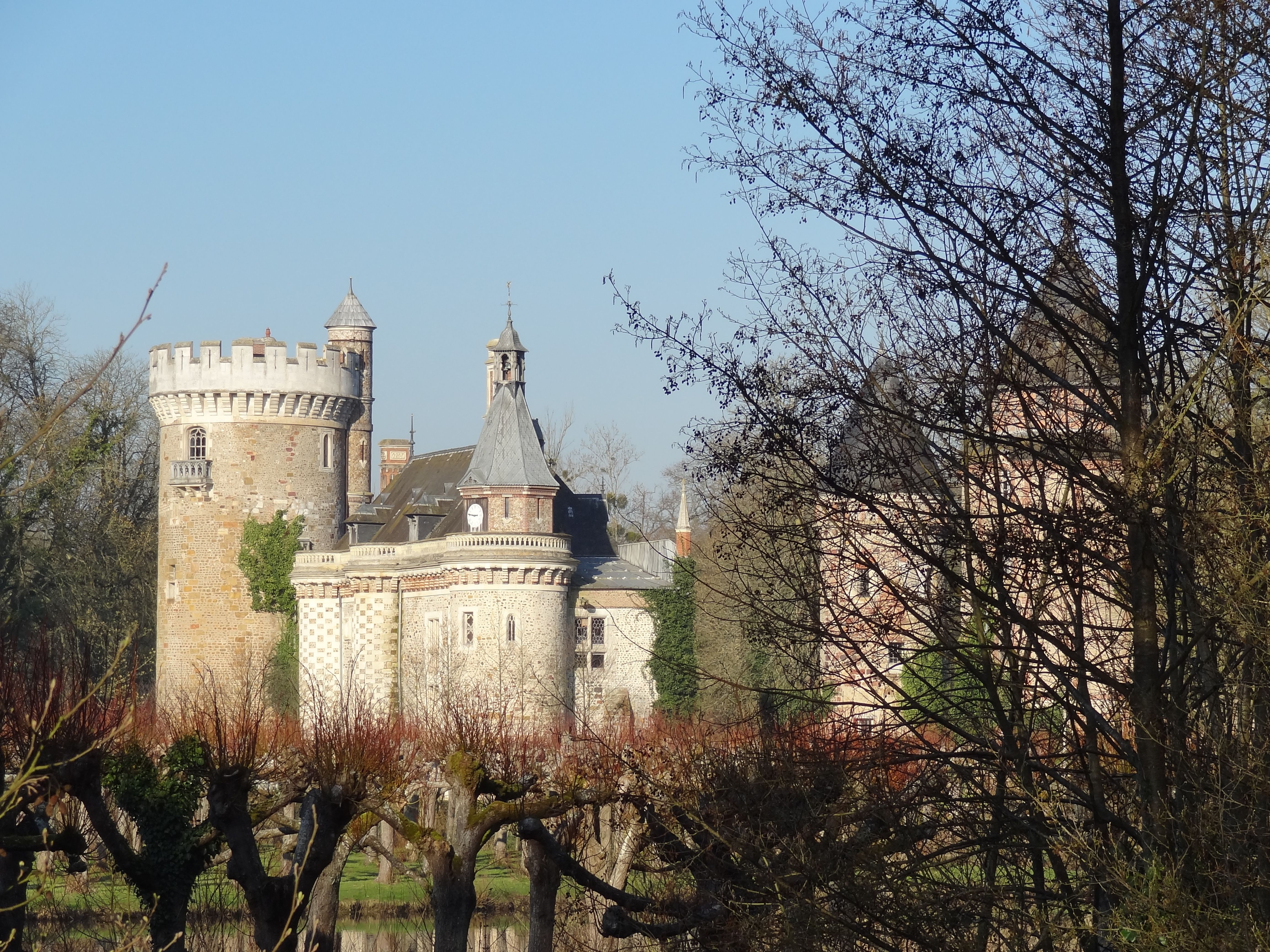
Schloss Condé-sur-Iton

### Gouville
- Schloss Chambray und Park aus dem 16./17. Jahrhundert, seit 1971 in Teilen als Monument historique eingeschrieben

### Buis-sur-Damville
- Kirche Sainte-Radégonde in Morainville aus dem 17. Jahrhundert, seit 1926 als Monument historique eingeschrieben
- Kirche Notre-Dame in Créton
- Kirche Saint-Martin in Boissy
- Megalith (Pierre Pécoulée)
- Schloss Bois-Giroult
- Schloss Gérier, heute Museum

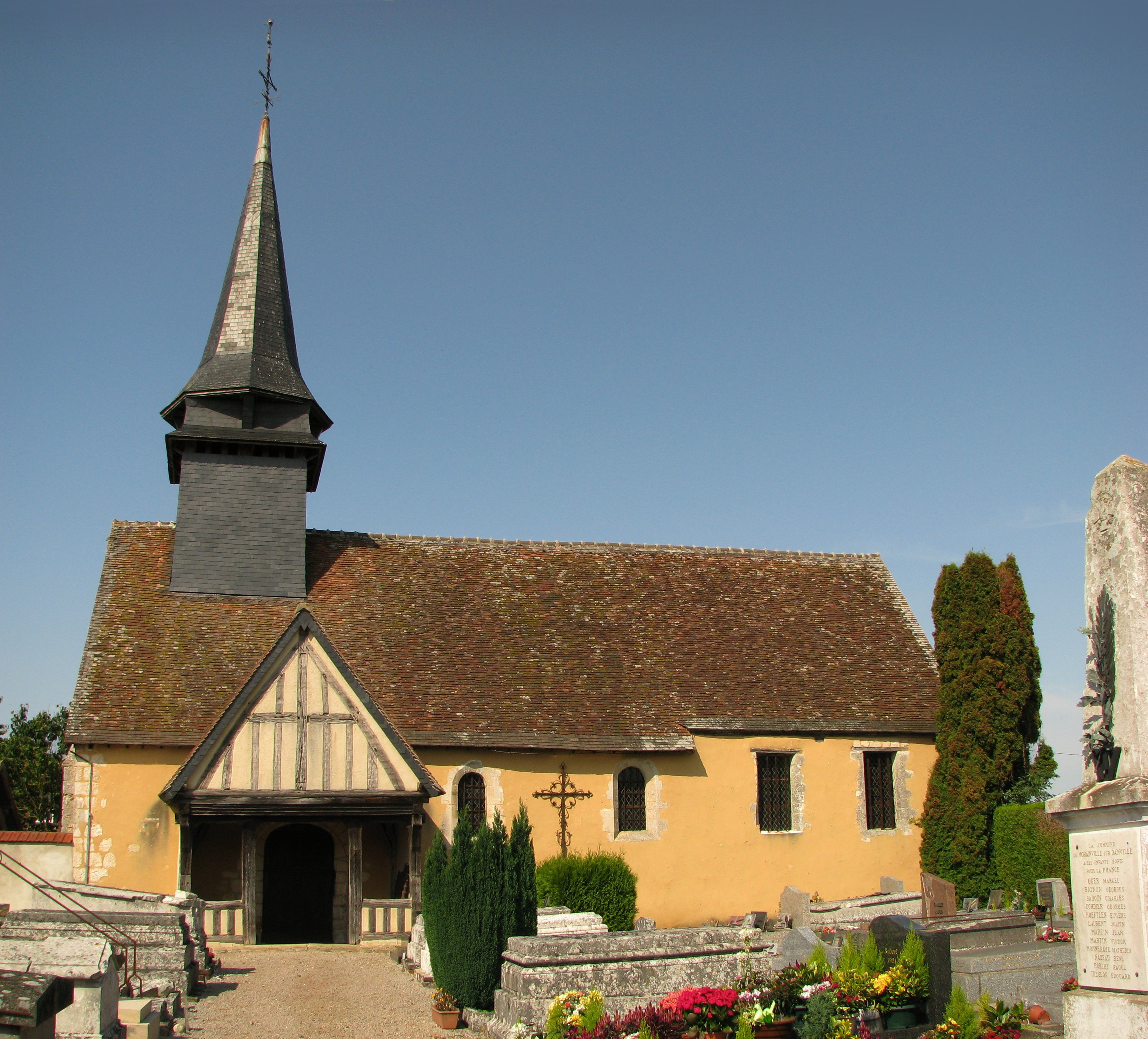
Kirche Sainte-Radégonde
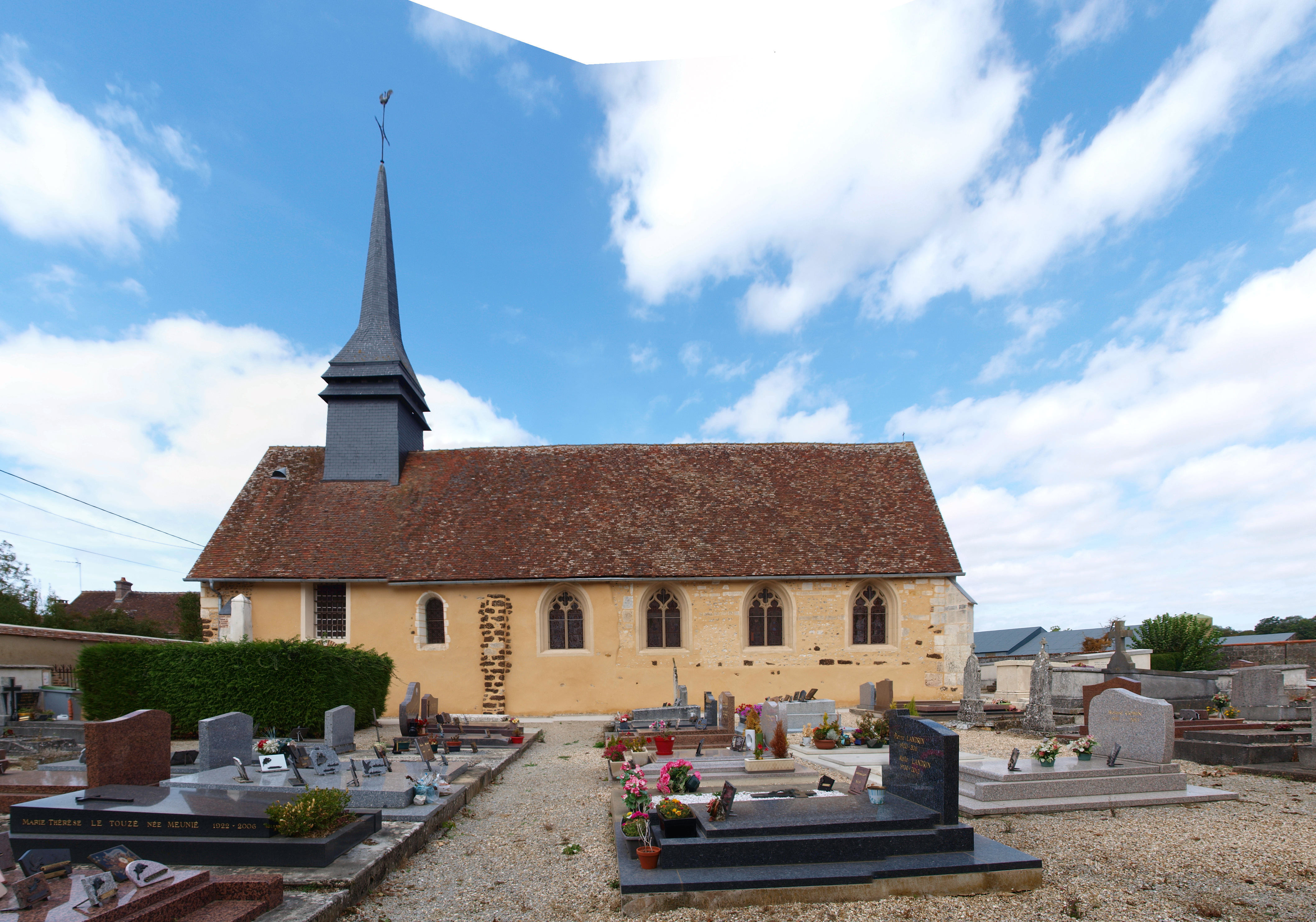
Kirche Notre-Dame in Créton

### Grandvilliers

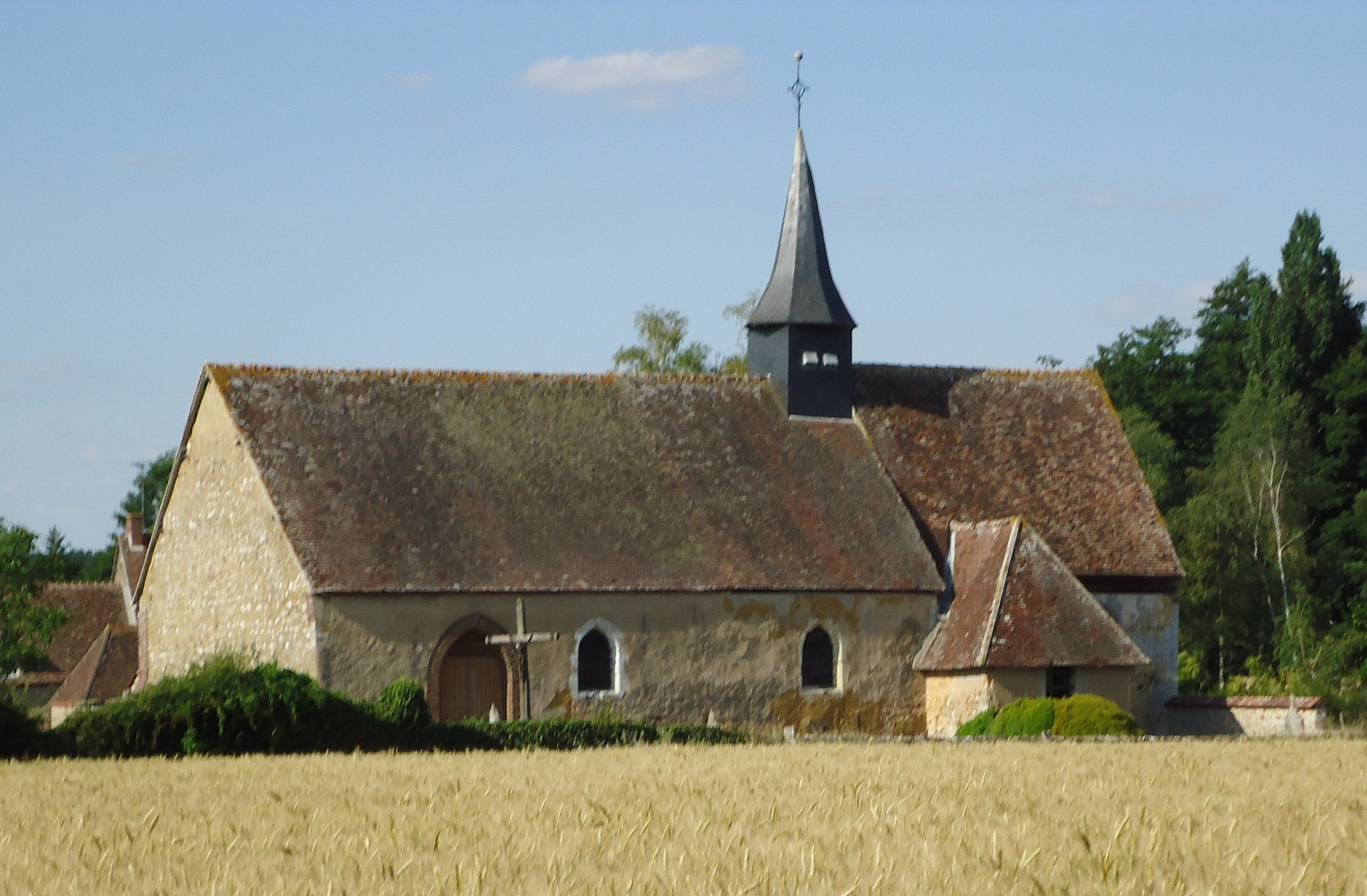
Kirche Saint-Aignan

- Kirche Saint-Martin aus dem 16. Jahrhundert, Eingangsportal seit 1954 als Monument historique eingeschrieben
- Schloss Hellenvilliers aus dem 15./16. Jahrhundert, seit 1952 als Monument historique eingeschrieben

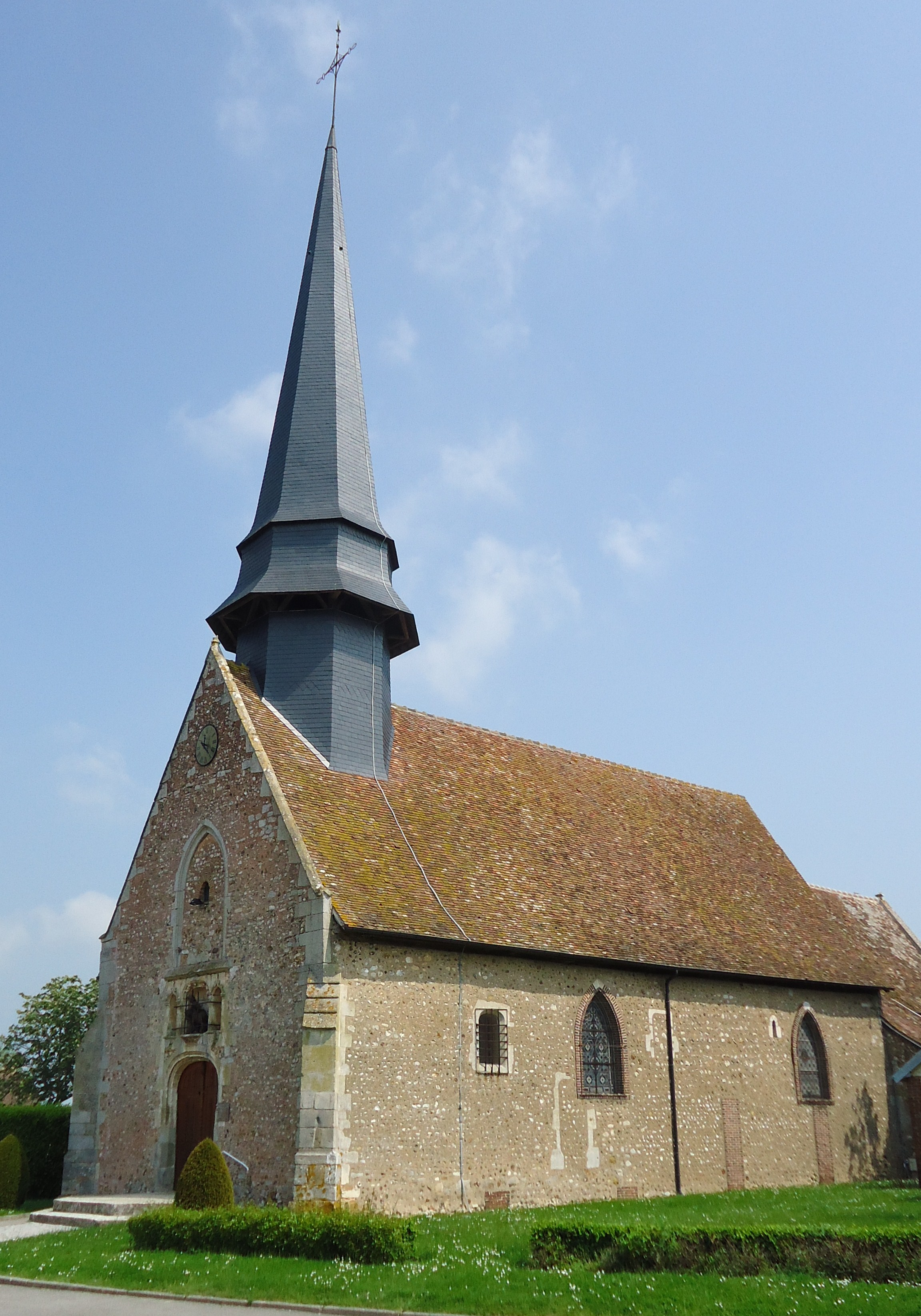
Kirche Saint-Martin
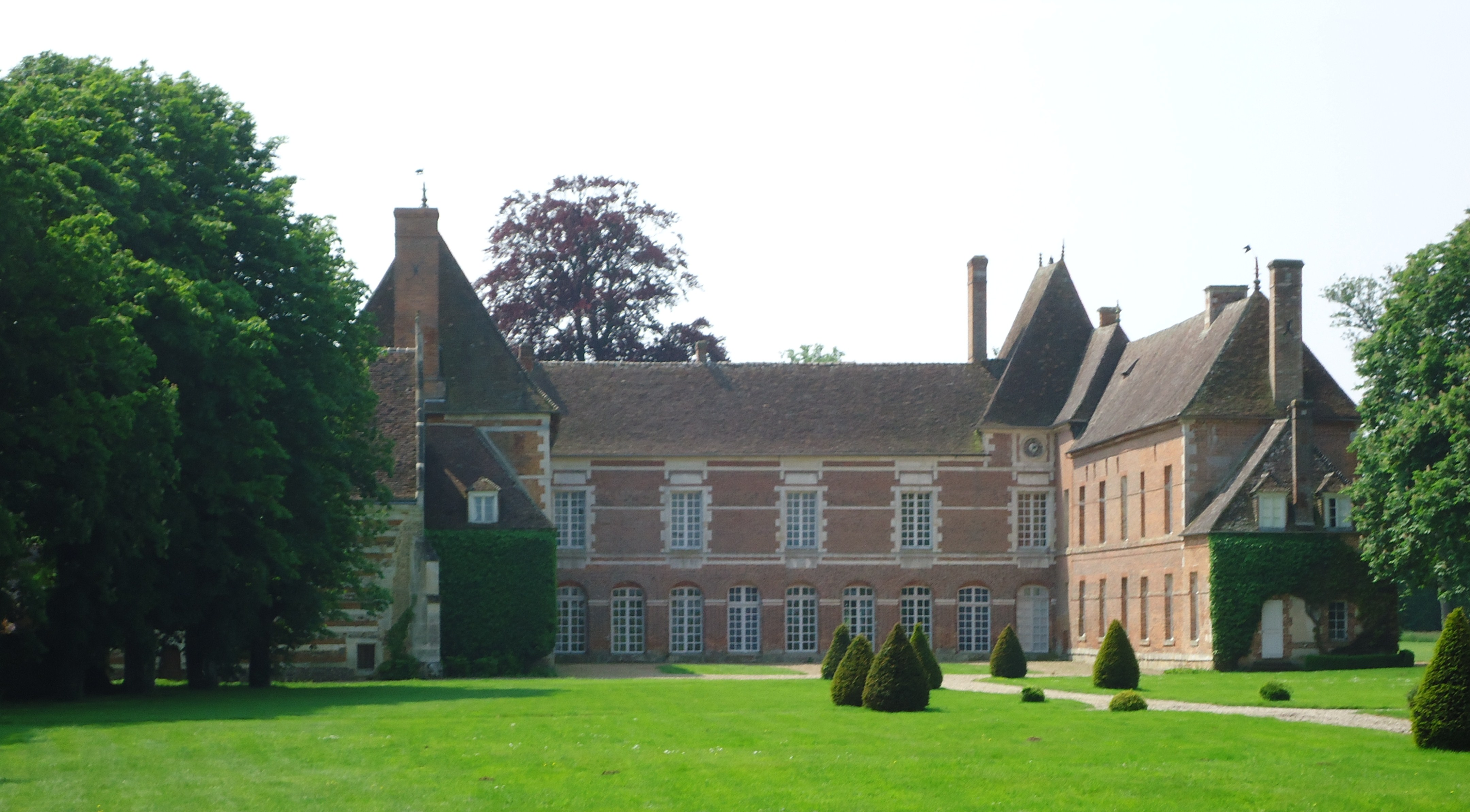
Schloss Hellenvilliers

### Roman
- Kirche Saint-Mélain aus dem 15. Jahrhundert
- Ehemalige Kirche Saint-Aignan aus dem 14. Jahrhundert in Blandey

## Bildung
Die Gemeinde verfügt über
- eine öffentliche Vorschule (École maternelle) in Gouville,
- eine öffentliche Grundschule (École élémentaire) in Condé-sur-Iton,
- eine private und eine öffentliche Vor- und Grundschule (École primaire) in Damville,
- ein öffentliches und ein privates Collège im Damville und
- ein landwirtschaftliches Lycée „Edouard de Chambray“ in Gouville in Gouville.[7]

## Verkehr
Die Route départementale 833, die ehemalige Route nationale 833, durchquert die Gemeinde in Westostrichtung und verbindet sie mit Breteuil im Westen und zu einer Anschlussstelle zur Schnellstraße Route nationale 154, die in nördlicher Richtung nach Rouen über Evreux geführt wird. Die Route départementale 140 verbindet die Gemeinde in nordwestlicher Richtung mit Conches-en-Ouche über Nogent-le-Sec. Die Route départementale 51 durchquert das Gemeindegebiet von Nordost nach Südwest und verbindet es mit Evreux bzw. Verneuil d’Avre et d’Iton. Weitere regionale Straßenverbindungen bestehen mit den anderen Nachbargemeinden.

## Persönlichkeiten
- Raymond Duchamp-Villon (1876–1918), französischer Maler und Bildhauer, geboren in Damville
- Jacques Villon (Gaston Duchamp) (1875–1963), französischer Maler, Zeichner und Graveur, geboren in Damville